# Charles-Lidewine-Marie de Croix
Charles Lidewine Marie, marquis de Croix, né le 15 octobre 1760 à Frelinghien, mort à Paris le 10 avril 1832, est un militaire et homme politique français.

## Biographie
Fils d'Alexandre de Croix, marquis d'Heuchin, et de Marie Françoise de Groesbeck, dame de Franc-Waret, il descend d’une famille originaire de la châtellenie de Lille et qui joignit sous Louis XIV le titre de marquis d'Heuchin à celui de comte du Saint-Empire.
Le marquis de Croix appartenait avant la Révolution aux armées du Roi.
En 1777, il est sous-lieutenant au régiment Provence-infanterie ; en 1779 capitaine au régiment Normandie-cavalerie, en 1788 major en second au régiment Provence-infanterie.
Membre de l'assemblée générale des Etats d'Artois en 1788, il est en mars 1789 l'un des rédacteurs du Cahier de doléances de la noblesse d'Artois, avant d'être, le 30 avril 1789, élu par la noblesse d’Artois député aux États-Généraux.
Son mandat exige le vote par ordre, mais il s'oppose à la séparation des ordres et siège avec le tiers-état après l'ordre de Louis XVI, le 27 juin 1789.
Avec ses co-députés, il obtient de la noblesse d'Artois le 5 juillet 1789, le pouvoir de voter par tête. Il intervient régulièrement à la tribune sur la liberté de la presse, les questions financières, le fonctionnement parlementaire. Il tente de préserver les prérogatives royales, il s'oppose à l'abolition de la noblesse, à celle des ordres de chevalerie, en particulier l'ordre de Malte qui assure le maintien de l'ordre en Méditerranée, aux mesures prises contre les émigrés, qui ont quitté la France contraints et forcés par l'insécurité.
Après la fuite du roi, un nouveau serment ayant été prescrit par l’Assemblée à ceux de ses membres qui étaient « fonctionnaires publics militaires », il le prête le 22 juin 1791. 
Il vote en faveur des assignats.
Le 24 juillet 1791, il prend la défense des officiers émigrés et soutient qu’il s n’étaient pas punissables pour avoir « quitté leur régiment en temps de paix ». Il prend encore la parole le 21 août sur un sujet tout différent pour demander que le salon du Louvre, employé jusque-là à l’exposition des tableaux de l’Académie de peinture, ne reçût que les ouvrages des artistes qui avaient donné des preuves de talent, « afin que ce salon ne soit pas rempli de barbouillages ».
Il se trouve aux côtés de la famille royale pendant la journée du 10 août 1792.
Sous l'Empire, Croix consent à servir Napoléon qui le fait comte de l'Empire le 24 février 1809, lui confère la dignité de chambellan en 1810, et l’appelle le 5 avril 1813 à siéger au Sénat conservateur. 
En 1814, Il est du petit nombre des sénateurs qui refusent de signer la déchéance de Napoléon.
Après le retour de Louis XVIII, à la première Restauration, il accepte de faire partie de la nouvelle Chambre des pairs le 4 juin 1814. 
Pendant les Cent-Jours, Napoléon l’admet à son tour, le 2 juin 1815, sur la liste de ses pairs; mais le marquis de Croix s’abstient de siéger.
Révoqué le 24 juin 1815, à la seconde Restauration. il est réadmis à la Chambre des pairs le 25 juin 1817. 
Il ne siégeait pas lors du scrutin du procès du maréchal Ney.
Il siège à la Chambre haute jusqu’à sa mort, ayant prêté serment à la Monarchie de Juillet en 1830.
Il meurt à Paris le 10 avril 1832.

### Mariage et descendance
Il épouse en 1802 Eugénie de Vassé (Paris, paroisse Saint-Sulpice, 21 octobre 1781 - Namur, Belgique, 8 février 1847), fille de Alexis-Bruno-Étienne de Vassé, marquis de Vassé, député aux Etats-généraux de 1789, plus tard lieutenant-général, commandeur de l'ordre royal et militaire de Saint-Louis, et de Louise de Broglie. elle est la petite-fille de Charles-François de Broglie, marquis de Ruffec, aussi lieutenant-général. Dont deux fils :
- Ernest de Croix d'Heuchin, marquis de Croix, conseiller général et sénateur de l'Eure (Paris, 27 août 1803 - château de Franc-Waret, Belgique, 13 mars 1874), marié à Paris en  1832 avec Blanche de Pieffort (1814-1841), dont trois filles ;
- Charles de Croix d'Heuchin (Paris, 11 avril 1807 - Rhode Saint Genèse, Belgique, 17 octobre 1863), marié à Paris en 1835 avec Stéphanie de Tournon Simiane (1817-1898). Tous deux inhumés au château de Croix, dont trois enfants.

### Sources
- « Charles-Lidewine-Marie de Croix », dans Adolphe Robert et Gaston Cougny, Dictionnaire des parlementaires français, Edgar Bourloton, 1889-1891 [détail de l’édition]